# إدغار باتشيكو
إدغار باتشيكو (بالبرتغالية: Edgar Patrício de Carvalho Pacheco‏) (7 أغسطس 1977 في أنغولا - ) هو لاعب كرة قدم برتغالي في مركز الهجوم. شارك مع منتخب البرتغال تحت 20 سنة لكرة القدم ومنتخب البرتغال تحت 21 سنة لكرة القدم ومنتخب البرتغال لكرة القدم. أما مع النوادي، فقد لعب مع ألفيركا وإشتوريل برايا وريال مدريد ونادي بنفيكا ونادي بوافيشتا ونادي خيتافي ونادي فيتوريا سيتوبال ونادي مالقا وألكي لارانكا ‏.

## مسيرته الكروية
لعب إدغار باتشيكو خلال مسيرته الاحترافية مع 5 أندية في خمسة عشر موسمًا وسجل خلالها 30 هدف ضمن 289 مباراة. حيث فاز في موسم واحد بالكأس ولم يفز بأي دوري.
خاض إدغار باتشيكو مسيرته مع نادي بنفيكا في موسم 1995–96 واستمر معه طيلة ثلاثة مواسم، مشاركًا في 48 مباراة سجل خلالها 9 أهداف. ثم انتقل إلى نادي مالقا في موسم 1998–99 في المرة الأولى ليلعب معه خمسة مواسم ثم في موسم 2003–04 ليلعب معه أربعة مواسم، حيث شارك طوالها في 203 مباراة سجل خلالها 20 هدف. لينتقل بعدها إلى نادي خيتافي في موسم 2002–03 لمدة موسم واحد، مشاركًا في 19 مباراة سجل خلالها هدفًا واحدًا. ثم انتقل إلى نادي بوافيشتا في موسم 2007–08 لمدة موسم واحد، مشاركًا في 7 مباريات ولم يسجل أي هدف. هذا وانتقل لاحقًا إلى ألكي لارانكا ‏ في موسم 2008–09 لمدة موسم واحد، مشاركًا في 12 مباراة ولم يسجل أي هدف أيضًا.

## وصلات خارجية
- إدغار باتشيكو على موقع قاعدة بيانات كرة القدم.إي يو (الإنجليزية)
- إدغار باتشيكو على موقع ناشيونال فوتبول تيمز (الإنجليزية)
- إدغار باتشيكو على موقع Soccerway.com (الإنجليزية)